# 614. pehotni polk (Wehrmacht)
Za druge 614. polke glejte 614. polk.
614. pehotni polk (izvirno nemško Infanterie-Regiment 614) je bil eden izmed pehotnih polkov v sestavi redne nemške kopenske vojske med drugo svetovno vojno.

## Zgodovina
Polk je bil ustanovljen 10. septembra 1942 pri armadni skupini A (Južna Rusija) iz enot RADa ter dodeljen 381. pehotni diviziji.
15. oktobra istega leta je bil polk preimenovan v 614. grenadirski polk.